# Ferran Costa Marimon
Ferran Costa Marimon (Mataró, 14 de setembre de 1970) és un polític, empresari i lingüista andorrà.
Fou parlamentari al Consell General d'Andorra des del 2015 fins al febrer del 2023, ostentant el càrrec de president del Grup Parlamentari Liberal durant la VIII Legislatura. Actualment, és ambaixador del Principat d'Andorra a Liechtenstein i a les Oficines de les Nacions Unides i altres organitzacions internacionals a Ginebra.
És llicenciat Magna Cum laude en Relacions Internacionals per Knox College (Illinois), té un màster de lingüística aplicada per la Universitat de Lleida, un postgrau en Gestió de petites i mitjanes empreses per Escola Superior d'Administració i Direcció d'Empreses (ESADE). Ferran Costa és doctor en lingüística aplicada per la Universitat d'Andorra.
Va ser escollit novament conseller general a les Eleccions al Consell General d'Andorra de 2019. Durant la VIII legislatura, presideix la Comissió Legislativa d'Educació, Recerca, Cultura, Joventut i Esports; així com de l'Agència de Qualitat de l'ensenyament superior d'Andorra (AQUA). Des del maig del 2019, Ferran Costa és cap de la delegació del Consell General d'Andorra a l'OSCE-PA i membre de la delegació a la UIP.
Com a missions diplomàtiques, Costa ha participat com a delegat de l'OSCE-PA en les missions de control de processos electorals durant les Eleccions presidencials dels Estats Units de 2020 i també a les eleccions legislatives de 2021 a Uzbekistan.
El 16 d'agost del 2023, el cap del Govern d'Andorra, Xavier Espot, va nomenar Ferran Costa Marimon, ambaixador del Principat d'Andorra a les Oficines de les Nacions Unides i altres organitzacions internacionals a Ginebra.
En el mateix sentit, el 6 de setembre del 2023, el Govern d'Andorra, va nomenar Ferran Costa Marimon, ambaixador extraordinari del Principat d'Andorra al Principat de Liechtenstein.
Des del 2014 forma part del Grup de Recerca en Llengües de la Universitat d'Andorra, que estudia els usos lingüístics de manera àmplia i transversal, amb èmfasi especial en les particularitats de l'ús del català a Andorra.